# Bolearka, Iemilciîne
Bolearka (în ucraineană Болярка) este un sat în comuna Velîka Țvilea din raionul Iemilciîne, regiunea Jîtomîr, Ucraina.

## Demografie
Componența lingvistică a localității Bolearka
     Ucraineană (100%)
Conform recensământului din 2001, toată populația localității Bolearka era vorbitoare de ucraineană (100%).